# Nephew
Nephew är en dansk rockgrupp som bildades år 1996.
Bandet deltog år 1996 i DM i Rock. Senare ersattes grundmedlemmen Jonas Juul Jeppesen av Kasper Toustrup innan gruppen debuterade med albumet Swimming Time år 2000. Gruppen fick sin stora genombrott med det andra albumet USADSB som släpptes år 2004.
År 2007 släppte man en remix av Timbalands "The Way I Are". Låten blev en stor hit. Samma år spelade de i Roskilde på orange scenen, som är den största scenen på Roskildefestivalen.

## Bandmedlemmar
- Simon Kvamm sedan 1996
- Kristian Riis sedan 1996
- Jonas Juul Jeppesen 1996-1998
- Søren Arnholt sedan 1996
- Kasper Toustrup sedan 1998
- René Munk Thalund sedan 2005

## Diskografi
- 2013 – 1-2-3-4-5
- 2013 – Hjertestarter Live
- 2012 – Hjertestarter
- 2009 – Danmark Denmark
- 2007 – 07.07.07
- 2006 – Interkom Kom Ind
- 2005 – Værsgo 2
- 2004 – USADSB
- 2000 – Swimming Time
- 1999 – Downtown Europe (demo)
- 1998 – Things to do (demo)
- 1997 – Tunes (EP) (demo)